# Lebkuchenbäcker

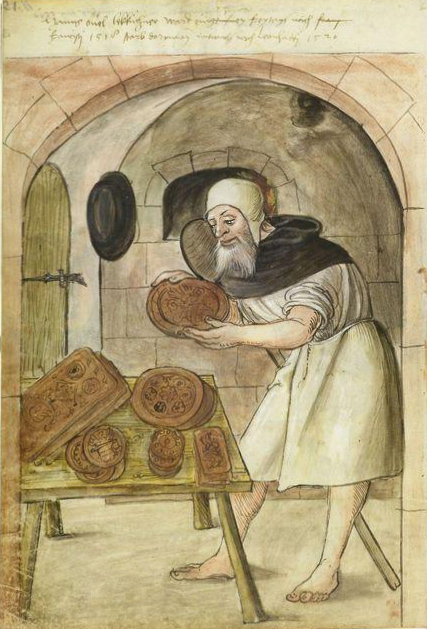
Lebküchner um 1520

Ein Lebkuchenbäcker (Lebzelter, Lebküchler, Lebküchner, Pfefferküchler) ist ein spezialisierter Bäcker, der Lebkuchen herstellt.
Früher war die Herstellung von Lebkuchen ein anderes Handwerk bzw. Gewerbe als das der übrigen Bäcker. Noch bis zum 3. Oktober 1990 war der Pfefferküchler ein Handwerksberuf in der DDR. Acht Jahre später wurde die Ausbildung zum auf Pfefferküchler spezialisierten Bäcker vom Wirtschaftsministerium wieder aufgenommen.

## Geschichte
Im Mittelalter wurde Lebkuchen hauptsächlich in Klöstern und Herrschaftshäusern erzeugt. In den an Bedeutung gewinnenden Städten und Märkten übernahmen die Lebzelter diese Aufgabe, wozu sie sich auch in eigenen Zünften organisierten.
Da Honig der wichtigste Bestandteil des Lebkuchens war, beschäftigten sich die Lebzelter in der frühen Neuzeit auch mit dem Handel und der Verarbeitung von Honig. Sie kauften Honig und Bienenwachs bei Bauern auf oder ließen von diesen gegen Lohn ihre eigenen Bienenstöcke impen (= betreuen). Voraussetzung für das Entstehen der Lebzelterei war hinsichtlich der Honiggewinnung der Übergang von der Zeidlerei (Honigsammeln von wildlebenden Bienen) zur bäuerlichen Imkerei.
Lebzelter hatten das Recht, Met zu sieden und an Schankgasthäuser zu verkaufen, Lebkuchen zu backen sowie Kerzen zu gießen oder zu ziehen. In Wallfahrtsregionen konnte der Verkauf von Bienenwachs für die Herstellung von Votivgaben einen weiteren Geschäftszweig darstellen. Lebkuchen und Kerzen wurden auch in eigenen Ladengeschäften verkauft, einige Lebzelter verfügten auch über ein eigenes Schankrecht.
Die Lebzelterei war aufgrund des damals noch hohen Handelswertes des Honigs ein einträgliches Gewerbe: Ein Traunsteiner Lebzelter hatte mit einem Inventar von 50 Pfund Honig, einem Eimer Met, „etlichen Stücken Wachs“ und einer mit Lebkuchen gefüllten Truhe ein gutes Auskommen. Nach zeitgenössischen Quellen stellten im Jahr 1667 21 Pfund Honig einen Wert von sechs Spanferkeln dar.
Im 19. Jahrhundert wurde der Lebzelterei durch mehrere Veränderungen allmählich die wirtschaftliche Grundlage entzogen: Staatliche Gewerbeordnungen lösten die alten Zunftregeln ab, durch Einsatz billigen Rübenzuckers machten die aufkommenden Zuckerbäckereien den Lebzeltern Konkurrenz, Bienenwachs wurde durch Paraffin substituiert, Bier löste Most und Met als beliebtes Getränk ab, und die Bauern gingen zur Vermarktung des Honigs in eigener Regie über.

## Beispiele
Berühmtheit erlangten die Nürnberger Lebkuchen, die Basler Läckerli, deren Oberfläche mit Vanillezucker marmoriert war, die „Karlsbader“, mit einer Eiweißglasur überzogen, die „Pressburger“, mit Mandelstiften bestreut, und diejenigen aus Thorn und Danzig. In Österreich sind „Kastner“, „Ischler Lebkuchen“ und die „Lienzer Lebzelten“ bekannte Marken.